# 欧白芷
欧白芷（学名：Angelica archangelica）是伞形科当归属的一种二年生草木植物，可作为药草。
欧白芷原产于俄罗斯、芬兰、瑞典、挪威、丹麦、格陵兰、法罗群岛、冰岛等地。在法国、罗马尼亚、匈牙利、保加利亚、波兰、德国等地有商业化种植。